# Coelioxys cisnerosi
Coelioxys cisnerosi är en biart som beskrevs av Cockerell 1949. Coelioxys cisnerosi ingår i släktet kägelbin, och familjen buksamlarbin. Inga underarter finns listade i Catalogue of Life.